# 30321 McCleary
30321 McCleary este un asteroid din centura principală de asteroizi.

## Descriere
30321 McCleary este un asteroid din centura principală de asteroizi. A fost descoperit pe 6 mai 2000 la Socorro, New Mexico, în cadrul proiectului LINEAR. Asteroidul prezintă o orbită caracterizată de o semiaxă mare de 2,22 ua, o excentricitate de 0,08 și o înclinație de 5,2° în raport cu ecliptica.